# Franz Salmhofer
Franz Salmhofer (Viena, 22 de janeiro de 1900 - Viena, 22 de setembro de 1975) foi um compositor, clarinetista, maestro e poeta. Ele estudou clarinete, composição e musicologia em Viena e foi aluno de Franz Schrejer e Franz Schmidt. De 1929 até 1945, Salmhofer serviu como Kapellmeister do Burgtheater, de 1945 até 1954 ele foi o diretor da Ópera Estatal de Viena, seguido pela Ópera das Pessoas de Viena. de 1956 até 1963.

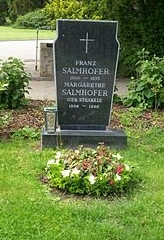
Túmulo de Franz Salmhofer

Com a concepção da música, ele pegou o romantismo até sua era, ele foi chamado, por muitos, de progressista. Com muitas composições, algumas memoráveis são as operas: Iwan Tarassenko (1938) que demonstra os ideais humanos de um bom homem e os balés Österreichische Bauernhochzeit (1933) e a ópera Das Werbekleid (1943). Ele recebeu o Prêmio do Estado Austríaco em 1937 e o Prêmio da Cidade de Viena em 1960.
Salmhofer morreu aos setenta e cinco anos, na sua cidade natal, Viena, Áustria.